# Olga Orozco

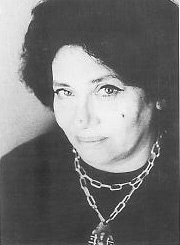

Olga Orozco, eigenlijk Olga Noemí Gugliotta (Toay (La Pampa), 1920 - Buenos Aires, 1999) was een Argentijnse dichteres.
Ze werd geboren in Toay, La Pampa, als dochter van Carmelo Gugliotta, een Siciliaan uit Capo d'Orlando, en een Argentijnse moeder, Cecilia Orozco. Ze bracht haar jeugd door in Bahía Blanca tot ze 16 jaar oud was en met haar ouders verhuisde naar Buenos Aires, waar ze studeerde aan de Faculteit voor Filosofie en Letteren van de Universiteit van Buenos Aires en waar later haar carrière als schrijfster begon. Ze begon te werken voor een krantenbedrijf. Daar nam ze verschillende namen aan en publiceerde ze werken onder verschillende pseudoniemen.
Orozco leidde een aantal literaire publicaties onder pseudoniem terwijl ze als journalist werkte. Ze was lid van de 'Tercera Vanguardia'-generatie, die een sterke surrealistische tendens had. 
Haar poëtische werken werden beïnvloed door Rimbaud, De Nerval, Baudelaire, Miłosz en Rilke. Door haar achtergrond in de literatuur werd ze gerespecteerd en serieus genomen. Haar werken zijn in verschillende talen vertaald.
Olga Orozco overleed op 15 augustus 1999 in Buenos Aires aan een hartaanval op 79-jarige leeftijd.

## Prijs
- «Primer Premio Municipal de Poesía»
- «Premio de Honor de la Fundación Argentina» (1971)
- «Gran Premio del Fondo Nacional de las Artes»
- «Premio Esteban Echeverría»
- «Gran Premio de Honor»
- «Premio Nacional de Teatro a Pieza Inédita» (1972)
- «Premio Nacional de Poesía» (1988)
- «Láurea de Poesía de la Universidad de Turin»
- «Premio Gabriela Mistral»
- «Premio de Literatura Latinoamericana Juan Rulfo» (1998).

## Het werk van Orozco
- Desde lejos (1946)
- Las muertes (1951)
- Los juegos peligrosos (1962)
- La oscuridad es otro sol (1967)
- Museo salvaje (1974)
- Veintinueve poemas (1975)
- Cantos a Berenice (1977)
- Mutaciones de la realidad (1979)
- La noche a la deriva (1984)
- En el revés del cielo (1987)

- Bibsys: 90620584
- Biblioteca Nacional de España: XX877076
- Bibliothèque nationale de France: cb121149933 (data)
- Catàleg d'autoritats de noms i títols de Catalunya: 981058526896706706
- CiNii: DA10557561
- Gemeinsame Normdatei: 119523965
- International Standard Name Identifier: 0000 0001 2282 4447
- Library of Congress Control Number: n81071804
- Nationale Bibliotheek van Tsjechië: jo2004249880
- Nationale Bibliotheek van Israël: 987007276747605171
- Nederlandse Thesaurus van Auteursnamen: 073507148
- SNAC: w6959khh
- Système universitaire de documentation: 050332864
- Virtual International Authority File: 84167445
- WorldCat: E39PBJdgTGmcBX3RbXtQdtw6Kd